# Белый, Даниил Никитович
Даниил Никитович Белый (20 октября 1897 года, д. Самотуги Холминского, ныне Корюковского, района, Черниговская область — 1 октября 1973 года, Москва) — советский военачальник, генерал-майор танковых войск. Герой Советского Союза.

## Биография
Даниил Никитович Белый родился 20 октября 1897 года в деревне Самотуги Холминского, ныне Корюковского, района Черниговской области в семье крестьянина.
Окончил неполную среднюю школу.

## Военная служба

### Гражданская война
Белый в 1918 году вступил в партизанский отряд, а затем — в РККА. Участвовал в Гражданской войне, освободил несколько украинских городов.
В 1919 году вступил в ряды РКП(б).

### Межвоенный период
В 1926 году Даниил Никитович Белый окончил курсы «Выстрел», а в 1934 году — курсы усовершенствования командного состава.

### Великая Отечественная война
С 15 июля по 4 октября 1941 года командовал 3-м Саратовским танковым училищем. Далее принимал участие в боях на фронтах Великой Отечественной войны.
Во время наступления войск противника танковое соединение под командованием Белого наносило большой урон, устраивая танковые засады. Во время битвы под Москвой танковое соединение под командованием Д. Н. Белого, создав хорошую оборону, перешло к контрнаступлению, отбросив противника от столицы.
Во время Сталинградской битвы 84-я танковая бригада под командованием Белого сражалась в составе 62-й армии, затем участвовала в проведении операции под кодовым названием «Уран».
Принимал участие в Курской битве.
Форсировав реку Сейм, соединение прошло Черниговскую область, и к рассвету 22 сентября 1943 года вступило в город Золотоноша на Черкасщине.
В конце сентября 1943 года командир 8-й гвардейской механизированной бригады генерал-майор Даниил Никитович Белый организовал действия частей при форсировании Днепра в районе села Селище (Каневский район, Черкасская область) и вскоре бригада захватила плацдарм и прочно на нём закрепилась.
Указом Президиума Верховного Совета СССР от 25 октября 1943 года за мужество и героизм, проявленные при форсировании Днепра и удержании плацдарма на его правом берегу гвардии генерал-майору танковых войск Белому Даниилу Никитовичу присвоено звание Героя Советского Союза с вручением ордена Ленина и медали «Золотая Звезда» (№ 1254).
На заключительном этапе войны воевал в Белоруссии, Прибалтике, Польше и Германии.

### Послевоенная карьера
В 1951 году закончил высшие академические курсы при Военной академии Генерального штаба. С 1955 года находился в запасе.
Даниил Никитович Белый умер 1 октября 1973 года в Москве. Похоронен на Головинском кладбище (участок 9а).

## Награды
- Два ордена Ленина;
- Четыре ордена Красного Знамени;
- Орден Суворова 2-й степени;
- Орден Красной Звезды;
- Медали.